# Radio Free Asia
Radio Free Asia (RFA) er en privatejet radiostation finansieret af Den amerikanske kongres der udsender i ni asiatiske sprog.
Radio Free Asia blev grundlagt som et privat foretagende i marts 1996 og begyndte at sende i september samme år.
I dag sender Radio Free Asia på ni asiatiske sprog via kortbølge og Internettet. Den første udsendes var på mandarin som stadig er stationens største sprog med 12 timers daglig sendetid. RFA sender og på kantonesisk, tibetansk, uigurisk, burmesisk, vietnamesisk, laotisk, Khmer (til Cambodja) og Koreansk (til Nordkorea). Den koreanske udgave blev oprettet i 1997 med Jaehoon Ahn som grundlæggende direktør.